# レールのあった街
『レールのあった街』（レールのあったまち）は、2000年12月から2001年3月までBS朝日にて放映されていた紀行番組である。全17回。ハイビジョン製作。
その後何度も再放送され（2010年9月25日までリピート放送が毎週土曜23時から23時30分に放送されていた）、CS放送のテレ朝チャンネルでも放映されている。
2010年10月と2011年10月に、CS放送のヒストリーチャンネルで放送された。2012年10月からCS放送の鉄道チャンネルで放送している。

## 概要
廃止された鉄道路線、いわゆる「廃線」にスポットをあて、その廃線跡を辿る。走っていた地域の住民の思い出話や当時の写真・映像も交えて紹介している。

## スタッフなど
- ナレーター - 岡部政明
- 製作 - BS朝日・国際放映

※BS朝日・国際放映の組み合わせでは、2009年10月から同じく鉄道紀行番組の「鉄道・絶景の旅」が放送されている。

## テーマミュージック
「Shu-Shu・Pooh」(岩澤幸矢・Ohana Band)

## 放送リスト
- 第1回 - 旧国鉄 信越本線（碓氷峠区間）「アプト式から峠のシェルパへ」
- 第2回 - 旧国鉄 標津線「北海道道東開拓の礎」
- 第3回 - 草軽電気鉄道「リゾートを結んだ小さな高原鉄道」
- 第4回 - 大分交通耶馬渓線「渓谷に消え残る汽笛」
- 第5回 - 下津井電鉄「時代の潮流に消えた軽便鉄道」
- 第6回 - 東武日光軌道線「日光を走ったまぼろしの鉄道」
- 第7回 - 花巻電鉄花巻温泉線・鉛線「名湯を走った馬づら電車」
- 第8回 - 旧国鉄 深名線・美幸線「北の大地に消えた二つの鉄道物語」
- 第9回 - 旧国鉄 足尾線「C12が運んだ銅の夢」
- 第10回 - 北恵那交通「沿線の暮らしを支え続けた山間の小さな電車」
- 第11回 - 越後交通長岡線・栃尾線「田園を駆け抜けたローカル電車」
- 第12回 - 北丹鉄道「由良川の河川敷に消えた鉄道」
- 第13回 - 名古屋鉄道高富線「城下を走る路面電車物語」
- 第14回 - 上田交通真田傍陽線「六紋銭の街にこだました鉄道の響き」
- 第15回 - 静岡鉄道駿遠線「駿河湾と遠州灘を結んだ日本最長の軽便鉄道」
- 第16回 - 旧国鉄上山田線「消えゆくカンテラとともに」
- 第17回 - 尾道鉄道「潮風を運ぶ郷愁の鉄路」

## 映像作品
2004年からDVD化され、全6巻が発売されている。